# Enfant terrible
Enfant terrible (/ˌɒ̃fɒ̃ tɛˈriːblə/; franceză: [ɑ̃fɑ̃ tɛʁibl]; „copil teribil”) este o expresie franceză care se referă, în mod tradițional, la un copil care spunea cu sinceritate și cu candoare lucruri jenante părinților săi sau altor persoane. Cu toate acestea, expresia a ajuns să aibă utilizări multiple în artă, modă, muzică și alte arte creative. În aceste cariere, ea implică un „geniu” plin de succes prin stilul său neortodox, neobișnuit și, în unele cazuri, ofensator sau rebel.
Ediția a II-a a Oxford English Dictionary oferă următoarea definiție: „un copil care-i pune în încurcătură pe cei mai în vârstă prin observații inadecvate; o persoană care-și compromite asociații sau partidul printr-un comportament sau discurs neortodox sau nepotrivit; vag, cineva care acționează neconvențional”.
Dicționarul Webster definește, de asemenea, un enfant terrible ca o persoană de succes cu un comportament neortodox, inovator și/sau avangardist.